# Lena Stigrot
Lena Stigrot (Bad Tölz, 20 dicembre 1994) è una pallavolista tedesca, schiacciatrice della Cuneo Granda.

## Carriera

### Club
Inizia a giocare con il Lengries, prima di approdare nel 2009 alle giovanili del Vilsbiburg, con cui debutta nel massimo campionato tedesco durante la stagione 2011-12; con la formazione di Vilsbiburg si aggiudica la Coppa di Germania 2013-14.
Nella stagione 2018-19 si trasferisce al Dresdner, militandovi per un triennio e conquistando un'altra coppa nazionale e uno scudetto. Nel campionato 2020-21 approda per la prima volta all'estero, difendendo i colori del Roma Club, nella Serie A1 italiana, dove rimane anche nel campionato seguente, ma giocando per la UYBA, e in quello 2023-24, questa volta alla Cuneo Granda.

### Nazionale
Viene convocata nella nazionale tedesca under 19 per disputare il campionato europeo 2012, chiuso al quinto posto.
Nel 2014 ottiene le prime convocazioni nella nazionale maggiore per disputare l'European League, aggiudicandosi la medaglia d'argento.

## Palmarès

### Club
- Campionato tedesco: 1

2020-21
- Coppa di Germania: 2

2013-14, 2019-20

### Nazionale (competizioni minori)
- European League 2014
- Montreux Volley Masters 2017